# Oktawian Pilecki
Oktawian Pilecki-Leliwa (ur. 15 lipca 1870 w Potoku, w powiecie rohatyńskim, zm. 1941 w Poznaniu) - doktor medycyny, generał brygady Wojska Polskiego.

## Życiorys
Oktawian Pilecki urodził się 15 lipca 1870 w Potoku, w powiecie rohatyńskim ówczesnego Królestwa Galicji i Lodomerii, w rodzinie Leona i Leonii z domu Weber. Ukończył studia w Krakowie. W 1894 odbył jednoroczną ochotniczą służbę wojskową w Przemyślu. Od 1897, jako lekarz, pełnił zawodową służbę w cesarskiej i królewskiej armii. 
W I wojnie światowej lekarz garnizonowy i komendant szpitala w Trembowli. Major z 1915, potem w szpitalach polowych. W latach 1915–1917 w niewoli rosyjskiej, pracując jako lekarz w szpitalach Kijowa i Czelabińska. Po uwolnieniu z niewoli wrócił do służby. W 1918 awansował na starszego lekarza sztabowego 2 klasy.
W Wojsku Polskim od listopada 1918. Komendant szpitala w Cieszynie i szef sanitarny Grupy Operacyjnej płk. Latinika na froncie czeskim, potem szef sanitarny 6 Dywizji Piechoty na froncie litewsko-białoruskim. W 1920 komendant szpitala w Rzeszowie, szef sanitarny 1 i 2 Armii na froncie bolszewickim. 14 kwietnia 1921 został zatwierdzony z dniem 1 kwietnia 1920 w stopniu pułkownika lekarza, w „grupie byłej armii austro-węgierskiej”. Od lipca do 29 września 1921 był szefem sanitarnym Dowództwa Okręgu Generalnego „Kielce” w Kielcach. W latach 1921–1924 był komendantem Szpitala Ujazdowskiego w Warszawie.
1 grudnia 1924 Prezydent RP Stanisław Wojciechowski, na wniosek Ministra Spraw Wojskowych gen. dyw. Władysława Sikorskiego, awansował go na generał brygady ze starszeństwem z dniem 15 sierpnia 1924 i 5. lokatą w korpusie generałów. Później do 1926 szef sanitarny Dowództwa Okręgu Korpusu Nr VII w Poznaniu. Z dniem 30 kwietnia 1927 został przeniesiony w stan spoczynku. Osiadł w Poznaniu, gdzie zmarł. 
Oktawian Pilecki był żonaty z Wiesławą Marią z Gostyńskich (ur. 6 lipca 1879 w Przemyślu), z którą miał córkę Marię Wandę (ur. 1 grudnia 1909 w Krakowie). 23 kwietnia 1922 przeprowadził się z Warszawy i zamieszkał z rodziną w Poznaniu przy ulicy Marii Magdaleny 3. 30 lipca 1926 przeprowadził się na ulicę Świętego Wojciecha 17, a 1 lipca następnego roku do mieszkania przy alei Szelągowskiej 10.

## Ordery i odznaczenia
- Krzyż Walecznych
- Złoty Krzyż Zasługi (29 kwietnia 1925)[3]
- Medal Pamiątkowy za Obronę Śląska Cieszyńskiego[4]